# دانييل بيتري (مخرج أفلام)
دانييل بيتري (بالإنجليزية: Daniel Petrie)‏  (و. 1920 – 2004 م) هو مخرج أفلام، ومنتج أفلام كندي، توفي في لوس أنجلوس، عن عمر يناهز 84 عاماً، بسبب سرطان.

## جوائز
حصل على جوائز منها:
- جائزة الإيمي برايم تايم
- جائزة نقابة المخرجين الأمريكيين.

## وصلات خارجية
- دانييل بيتري على موقع IMDb (الإنجليزية)
- دانييل بيتري على موقع ألو سيني (الفرنسية)
- دانييل بيتري على موقع أول موفي (الإنجليزية)
- دانييل بيتري على موقع قاعدة بيانات الأفلام السويدية (السويدية)
- دانييل بيتري على موقع إن إن دي بي (الإنجليزية)
- دانييل بيتري على موقع قاعدة بيانات الفيلم (الإنجليزية)
- دانييل بيتري على موقع كينوبويسك (الروسية)